# International Public Sector Accounting Standards
Die International Public Sector Accounting Standards (IPSAS) sind Rechnungslegungsstandards, die gemäß den Empfehlungen des IPSAS-Board von öffentlichen Einheiten, mit Ausnahme von öffentlichen wirtschaftlich tätigen Unternehmen, anzuwenden sind. Für die öffentlichen wirtschaftlich tätigen Unternehmen (häufig auch nur als öffentliche Unternehmen bezeichnet) gelten entsprechend den privatwirtschaftlichen Unternehmen die vom IASB erlassenen IFRS.
In der einschlägigen Literatur werden die IPSAS häufig als Internationale Rechnungslegungsstandards für den öffentlichen Sektor oder als Internationale Rechnungslegungsstandards für die öffentliche Verwaltung übersetzt.
Die IPSAS basieren auf den IFRS (früher IAS genannt) und sind auf die spezifischen Bedürfnisse von Organisationseinheiten des öffentlichen Sektors angepasst. Sie werden in englischer Sprache erlassen und sind als offizielle Übersetzungen auch in Spanisch, Französisch und in Deutsch erhältlich.

## Das IPSAS-Board
Die IPSAS werden durch das IPSAS-Board der IFAC (kurz: IPSASB) erarbeitet. Dieses Board ist ein Gremium, das zur Aufgabe hat, unter eigener Verantwortung Rechnungslegungsstandards für den öffentlichen Sektor (IPSAS) auszuarbeiten und zu veröffentlichen. Die Zielsetzungen des IPSASB bestehen darin, im öffentlichen Interesse qualitativ hochwertige Rechnungslegungsstandards für den öffentlichen Sektor zu erarbeiten, die Einhaltung von internationalen und nationalen Standards zu ermöglichen und dadurch Qualität und Einheitlichkeit der weltweiten Finanzberichterstattung zu erhöhen.
Das IPSASB erarbeitet sowohl IPSAS für Abschlüsse nach dem Konzept der Periodenabgrenzung als auch für Abschlüsse nach dem Zahlungsprinzip. Die IPSAS regeln die Erfassung, Bewertung, Darstellung und Angabepflichten in Bezug auf Geschäftsvorfälle und Ereignisse in allgemeinen Abschlüssen (sog. General Purpose Financial Statements). Solche Abschlüsse zeichnen sich dadurch aus, dass sie für Abschlussadressaten veröffentlicht werden, die nicht in der Position sind, Finanzinformationen für ihre spezifischen Bedürfnisse zu verlangen.
Seit dem 1. Januar 2009 ist Thomas Müller-Marqués Berger als Vertreter der deutschen Berufsorganisationen – Wirtschaftsprüferkammer (WPK) und Institut der Wirtschaftsprüfer (IDW) – Mitglied des International Public Sector Accounting Standards Board (IPSASB) der International Federation of Accountants (IFAC).

## Übersicht über die Standards
Derzeit (Juni 2014) existieren 32 Standards für die doppische Rechnungslegung sowie ein Standard für die Rechnungslegung auf der Grundlage des Zahlungsprinzips (Kameralistik):
| IPSAS    | Bezeichnung                                                             | Inhalt                                                                                          | Referenz                                |
| -------- | ----------------------------------------------------------------------- | ----------------------------------------------------------------------------------------------- | --------------------------------------- |
| IPSAS 1  | Presentation of Financial Statements                                    | Darstellung des Abschlusses                                                                     | IAS 1                                   |
| IPSAS 2  | Cash Flow Statements                                                    | Finanzrechnung (Kapitalflussrechnung)                                                           | IAS 7                                   |
| IPSAS 3  | Accounting Policies, Changes in Accounting Estimates and Errors         | Bilanzierungs- und Bewertungsmethoden, Änderungen von Schätzungen und Fehler                    | IAS 8                                   |
| IPSAS 4  | The Effects of Changes in Foreign Exchange Rates                        | Auswirkungen von Änderungen der Wechselkurse                                                    | IAS 21                                  |
| IPSAS 5  | Borrowing Costs                                                         | Fremdkapitalkosten                                                                              | IAS 23                                  |
| IPSAS 6  | Consolidated and Separate Financial Statements                          | Konzern- und separate Abschlüsse                                                                | IAS 27                                  |
| IPSAS 7  | Investments in Associates                                               | Anteile an assoziierten Einheiten                                                               | IAS 28                                  |
| IPSAS 8  | Interests in Joint Ventures                                             | Anteile an Joint Ventures                                                                       | IAS 31                                  |
| IPSAS 9  | Revenue from Exchange Transactions                                      | Erträge aus Transaktionen mit gegenseitiger Leistungsbeziehung                                  | IAS 18                                  |
| IPSAS 10 | Financial Reporting in Hyperinflationary Economies                      | Rechnungslegung in Hochinflationsländern                                                        | IAS 29                                  |
| IPSAS 11 | Construction Contracts                                                  | Fertigungsaufträge                                                                              | IAS 11                                  |
| IPSAS 12 | Inventories                                                             | Vorräte                                                                                         | IAS 2                                   |
| IPSAS 13 | Leases                                                                  | Leasingverhältnisse                                                                             | IAS 17                                  |
| IPSAS 14 | Events after the Reporting Date                                         | Ereignisse nach dem Bilanzstichtag                                                              | IAS 10                                  |
| IPSAS 15 | Financial Instruments: Disclosure and Presentation                      | Finanzinstrumente: Angaben und Darstellung                                                      | IAS 32                                  |
| IPSAS 16 | Investment Property                                                     | Als Finanzinvestitionen gehaltene Immobilien                                                    | IAS 40                                  |
| IPSAS 17 | Property, Plant and Equipment                                           | Sachanlagen                                                                                     | IAS 16                                  |
| IPSAS 18 | Segment Reporting                                                       | Segmentberichterstattung                                                                        | IAS 14                                  |
| IPSAS 19 | Provisions, Contingent Liabilities, Contingent Assets                   | Rückstellungen, Eventualverbindlichkeiten und Eventualforderungen                               | IAS 37                                  |
| IPSAS 20 | Related Party Disclosures                                               | Angaben über Beziehungen zu nahestehenden Einheiten und Personen                                | IAS 24                                  |
| IPSAS 21 | Impairment of Noncash- generating Assets                                | Wertminderung von nicht-zahlungsmittelgenerierenden Vermögenswerten                             | kein direkt korrespondierender IAS/IFRS |
| IPSAS 22 | Disclosure of Financial Information about the General Government Sector | Angaben über Finanzinformationen über den allgemeinen staatlichen Sektor                        | kein direkt korrespondierender IAS/IFRS |
| IPSAS 23 | Revenue from Non-Exchange Transactions (Taxes and Transfers)            | Erträge aus Transaktionen ohne gegenseitige Leistungsbeziehung (Steuern und Transferleistungen) | kein direkt korrespondierender IAS/IFRS |
| IPSAS 24 | Presentation of Budget Information in Financial Statements              | Darstellung von Haushaltsinformationen in Jahresabschlüssen                                     | kein direkt korrespondierender IAS/IFRS |
| IPSAS 25 | Employee Benefits                                                       | Leistungen an Arbeitnehmer                                                                      | IAS 19                                  |
| IPSAS 26 | Impairment of Cash-Generating Assets                                    | Wertminderungen von zahlungsmittelgenerierenden Vermögenswerten                                 | IAS 36                                  |
| IPSAS 27 | Agriculture                                                             | Landwirtschaft                                                                                  | IAS 41                                  |
| IPSAS 28 | Financial Instruments: Presentation                                     | Finanzinstrumente: Darstellung                                                                  | IAS 32                                  |
| IPSAS 29 | Financial Instruments: Recognition and Measurement                      | Finanzinstrumente: Erfassung und Bewertung                                                      | IAS 39                                  |
| IPSAS 30 | Financial Instruments: Disclosures                                      | Finanzinstrumente: Offenlegung                                                                  | IFRS 7                                  |
| IPSAS 31 | Intangible Assets                                                       | Immaterielle Vermögenswerte                                                                     | IAS 38                                  |
| IPSAS 32 | Service Concession Arrangements: Grantor                                | Dienstleistungskonzessionen: Konzessionsgeber                                                   |                                         |

## Anwendung der IPSAS
IPSAS werden heute in vielen Ländern in Zentral- und Osteuropa, Asien, Afrika und Lateinamerika sowie in zahlreichen internationalen Organisationen (OECD, NATO, ab 2010 UNO) angewendet. In Europa führt die EU-Kommission ihre Rechnung nach IPSAS, ebenso einige Mitgliedsländer sowie die Schweiz.